# 明石通 (名古屋市)
明石通（あかしどおり）は、愛知県名古屋市中川区の地名。

## 歴史

### 沿革
- 1933年（昭和8年）4月10日 - 東進耕地整理組合の事業完了に伴い、愛知県告示398号により中区西日置町（字溝端・阿鹿の各一部）・米野町（字八反地・向野・上西宮神・頓ヶ島の各一部）・露橋町（字西海道の一部）の各一部が、同区明石通として編成される[1]。
- 1937年（昭和12年）10月1日 - 中村区編入に伴い、同区明石通となる[1]。
- 1944年（昭和19年）2月11日 - 中川区編入に伴い、同区明石通となる[1]。
- 1973年（昭和48年）11月10日 - 中川区月島町および福住町に編入され、廃止[2]。